# Mash, la guerra privata del sergente O'Farrell
Mash, la guerra privata del sergente O'Farrell (The Private Navy of Sgt. O'Farrell) è un film statunitense del 1968 diretto da Frank Tashlin.